# Edward Page Mitchell
Edward Page Mitchell (* 24. März 1852 in Bath, Maine; † 22. Januar 1927 in New London, Connecticut) war ein US-amerikanischer Herausgeber und Schriftsteller. Er schrieb hauptsächlich für die New Yorker Tageszeitung The Sun, für die er ab 1897 leitend tätig war. Mitchell, der seine Geschichten meist anonym veröffentlichte, gilt inzwischen als eine wichtige Figur der frühen Science-Fiction-Literatur. Er schrieb Geschichten über Zeitreisen (The Clock That Went Backward), Teleportation, Aliens, Bewußtseinstransfers und andere heute in der Science-Fiction-Literatur zum Standardrepertoire zählende Themen.

## Leben
Mitchell wurde 1852 in Bath, Maine als Sohn einer wohlhabenden Familie geboren, die 1860 nach New York zog. 1863 erlebte er dort die blutigen Draft Riots, nach denen sein Vater das Heim der Familie nach Tar River, North Carolina verlegte.
Er arbeitete als junger Mann für verschiedene Zeitungen in Maine und Boston und zeigte ein ausgeprägtes Interesse für übernatürliche Themen; viele seiner frühen Zeitungsartikel handelten von Geistersichtungen, für die dann eine Erklärung gefunden werden konnte. Später freundete er sich mit der bekannten Esoterikerin Madame Blavatsky an, deren übernatürlichen Talente er allerdings als Tricks ansah.
Mitchells erste Veröffentlichung in The Sun war eine 1874 veröffentlichte Geistergeschichte mit dem Titel Back from that Bourne. Bis 1886 folgte eine Reihe von Erzählungen in dieser Publikation, die wir heute zum Großteil dem Science-Fiction-Genre zuordnen würden. Thema der ersten dieser Erzählungen, The Tachypomp, war die Möglichkeit oder Unmöglichkeit einer Bewegung mit Überlichtgeschwindigkeit.
Um 1900 wurde er zum Chefredakteur der Sun, der damals führenden Tageszeitung der USA. Er behielt diesen Posten bis Mitte der 1920er Jahre und starb 1927 in New London, Connecticut.

## Neuentdeckung als Science-Fiction-Autor
Die Wiederentdeckung des literarischen Werks Mitchells fußt auf der von Sam Moskowitz 1973 herausgegebenen Anthologie der Texte des Autors, The Crystal Man: Stories by Edward Page Mitchell, der ein längeres Vorwort mit Details zum Leben des Mitchells beigefügt war. Moskowitz nannte Mitchell den lost giant of American science fiction.
Mitchells Geschichten beinhalteten oft technisch innovative Konzepte; so beschreibt er in der 1879 erschienenen Geschichte The Senator's Daughter, die im Jahr 1937 spielt, den Personentransport in druckluftbetriebenen Röhren, elektrische Heizsysteme, per elektronischer Übertragung in der eigenen Wohnung ausgedruckte Zeitungen, internationale Nachrichtensendungen und kryogenetische Praktiken. Weiter sagte er für die beschriebene Zukunft das allgemeine Wahlrecht auch für Frauen, gemischtrassige Ehen und einen Krieg zwischen den USA und China voraus (den China gewinnt).
Zwei seiner Werke beschreiben erdachte Phänomene, die gewöhnlich H.G. Wells zugeordnet werden, die Zeitmaschine in The Clock That Went Backward und der unsichtbare Mann in The Crystal Man; ob Wells die Geschichten Mitchells vertraut waren, ist unbekannt.

## Phantastische Geschichten
Alle Geschichten wurden erstmals in The Sun veröffentlicht.
- Back from that Bourne (1874)
- The Tachypomp (1874)
- The Story of the Deluge (1875)
- The Soul Spectroscope (1875)
- The Inside of the Earth (1876)
- The Man Without a Body (1877)
- The Case of the Dow Twins (1877)
- Exchanging Their Souls (1877)
- The Cave of the Splurgles (1877)
- An Extraordinary Wedding (1878)
- The Devilish Rat (1878)
- The Pain Epicures (1878)
- The Terrible Voyage of the “Toad” (1878)
- The Facts in the Ratcliff Case (1879)
- The Devil’s Funeral (1879)
- An Uncommon Sort of Spectre (1879)
- The Ablest Man in the World (1879)
- The Senator’s Daughter (1879)
- The Professor’s Experiment (1880)
- Our War With Monaco (1880)
- The Crystal Man (1881)
- The Clock That Went Backward (1881)
- The Wonderful Corot (1881)
- The Last Cruise of the “Judas Iscariot” (1882)
- The Balloon Tree (1883)
  - Deutsch: Der Ballonbaum. In: Erik Simon, Olaf R. Spittel (Hrsg.): Fahrt durch die Unendlichkeit: Geschichten von ungewöhnlichen Reisen und fremden Planeten. Das Neue Berlin (Klassische Science-fiction-Geschichten), 1988, ISBN 3-360-00184-2.
- The Flying Weathercock (1884)
- The Legendary Ship (1885)
- Old Squids and Little Speller (1885)
- A Day Among the Liars (1885)
- The Shadow on the Fancher Twins (1886)